# 長瀬真幸
長瀬 真幸（ながせ まさき、1765年（明和2年） - 1835年6月23日（天保6年5月28日））は、江戸時代の国学者・文献学者である。肥後国熊本藩の武士。通称は七郎平。号は田廬（たぶせ）、双松園。

## 来歴
幼少の頃、江戸時代中期の儒者である草野潜渓に学ぶ。父である長瀬正常からは有職を教わり、下益城郡守山八幡宮の神主守山河内（広豊）より橘家神道を学んだ。また、藩校時習館教授であり、肥後国学の独自の基礎を築いた高本紫溟からは国学を学び、帆足長秋の書籍を通じて本居宣長を知る。京都では浦上玉堂に琴、長野清良に有職、伊勢貞春に武家故実を学ぶ。やがて高本紫溟にすすめられ、伊勢に行き本居宣長の門人となり直接教えを受けた。伊勢と肥後を往復すること4回、高弟となった。また、本居宣長の古事記伝の成果に基づき、宣長と共同で、古事記本文および訓みの定本である訂正古訓古事記を編集した。
江戸にも行き塙保己一の群書類従編纂に関わり、賀茂真淵門下の双璧である加藤千蔭、村田春海らとも交遊した。万葉集をよく研究し、秀歌を選び「万葉集佳調」「万葉集佳調拾遺」などを編した。「肥後事蹟考証」「田廬集」など編著書は36冊にのぼる。文化・文政期の九州三大国学者の一人。
「国学とは古語を解明して古事を究明し、上代の神ながらの道を明らかにする学問である」というのが持論である。門下生は多く、中島広足、林桜園、和田厳足らがいる。大正5年（1916年）に正五位が贈られた。墓は、熊本市西区、本妙寺山中の花園墓地の高本紫溟の墓のそばにある。